# Батавці
Батавці (індонез. Suku Betawi, власна назва бетаві) — народ в Індонезії, корінні жителі Джакарти, столиці країни, яка в минулому називалась Батавією. Іноді їх ще називають малайцями Джакарти (Jakarta Malay), хоча за походженням вони не є малайцями.

## Чисельність
За даними перепису населення Індонезії 2010 року чисельність батавців становила 6 807 968 осіб, це 2,88 % населення країни, шостий за чисельністю народ. Аналогічні дані за 2000 рік були такими: 5 041 688 осіб, 2,51 %, сьоме місце.
Найбільші групи батавців зосереджені в місті Джакарта 2 700 722 особи (28,3 % населення, 2 301 587 осіб у 2000 році) та провінціях Західна Ява 2 664 143 особи (6,2 % населення, 1 901 930 осіб у 2000 році) і Бантен 1 365 614 осіб (12,9 %, 777 403 особи в 2000 році).

## Розселення

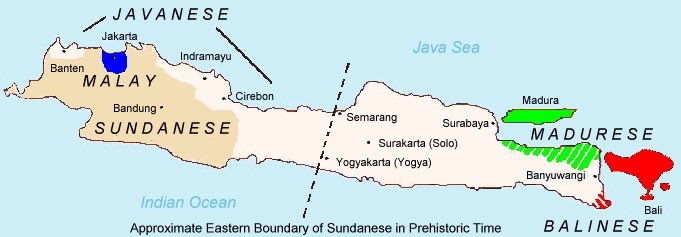
Етнолінгвістична мапа островів Ява та Балі. Район розселення батавців позначений синім кольором.

У минулому батавці становили більшість населення Джакарти, тепер вони стоять на другому місці серед чотирьох основних етнічних груп багатонаціональної столиці: яванці (вихідці із Центральної та Східної Яви), батавці, сунданці (вихідці із Західної Яви) та китайці.
Батавці живуть переважно на околицях Джакарти, в районах, розташованих в округах Південна Джакарта (індонез. Jakarta Selatan) та Східна Джакарта (індонез. Jakarta Timur), а також у сусідніх районах провінцій Західна Ява (міста Бекасі, Депок, округи Богор, Бекасі, Караванг) та Бантен (округ Тангеранг та місто Тангеранг).

## Мова
Говорять батавською (Betawi) та індонезійською (Bahasa Indonesia) мовами.
Батавська — це креольська мова, що сформувалася в середині XIX століття серед різноетнічного за походженням населення на основі малайської мови. Має унікальні фонологічні, морфологічні та лексичні форми. Відчувається вплив з боку перанаканської (Peranakan Indonesian, китайський піджин на основі малайської) й балійської мов. Батавська мова відрізняється як від індонезійської, так і від інших піджинів на основі малайської. Носії індонезійської мови часто не розуміють її.
Традиційно батавська вважалася грубою мовою, мовою нижчого сорту. Тому консервативні представники старшого покоління часто вважають за краще говорити індонезійською навіть удома. Популяризація батавської культури, що відбувається, дала поштовх відродженню батавської мови. Вона стала модною неформальною мовою серед молодого покоління не лише батавців, а й усіх етнічних груп Джакарти.
Існує батавська писемність на основі латинської абетки. Мова використовується на радіо, телебаченні, в кіно.

## Релігія
Абсолютна більшість (97,14 %) батавців є мусульманами сунітського напрямку; 2,23 % християни, 0,58 % буддисти, 0,05 % інші.
Щоденне життя регулюється ісламськими нормами та етикою. Багато батавців є вірними мусульманами, моляться п'ять разів на день і дотримуються посту в місяць Рамадан. Всі батавці при зустрічі вітають один одного словами «Ассаламу алейкум». Вони вірять, що Аллах дасть їм щастя.
Водночас батавці все ще вірять в існування духів, що населяють специфічні місця.

## Історія
У кінці XVI ст. на місці сучасної Джакарти існувала невеличка держава Джаякарта (Jayakarta), що перебувала під контролем султанату Бантен. 1596 року голландці заснували на її території своє перше укріплене поселення, що було тоді звичайним торговим пунктом. У травні 1619 голландські війська знищили Джаякарту та вигнали місцевих жителів. Бантен вітав голландську присутність, оскільки вона забезпечувала йому захист від експансії сусіднього Матараму.
На місці Джаякарти голландці збудували місто Батавія, яке стало центром їх володінь у Нідерландській Ост-Індії. Обслуговувати колонізаторів мали вихідці з багатьох підвладних територій, яких у великому числі завозили до Батавії. За походженням це були яванці, сунданці, малайці, балійці, амбонці, буги, макасари, амбонці, китайці, індійці, араби та ін. Для багатьох жителів Батавії їх оригінальне етнічне коріння було втрачене, протягом декількох поколінь відбувалися інтенсивні процеси креолізації, результатом яких стало утворення специфічної мішаної етнічної групи, відомої тепер як батавці. Для спілкування вони виробили унікальний варіант малайської мови. Нова етнічна група була офіційно визнана 1930 року. Тоді, за переписом, їх нараховувалось 778 953 особи.

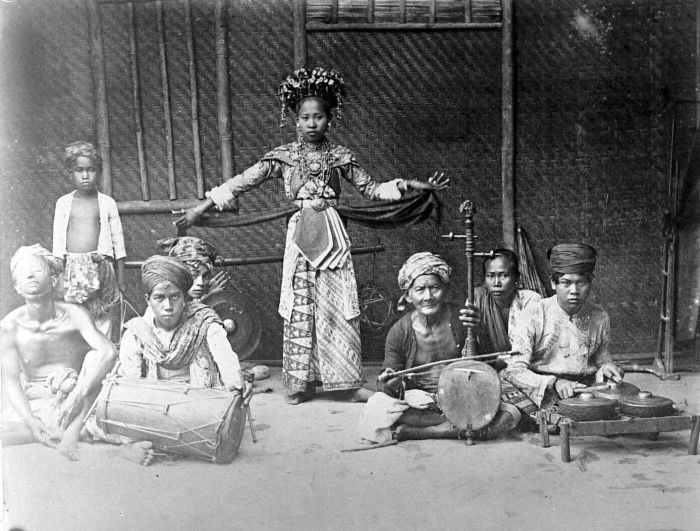
Батавські танцюристи й музиканти в стилі топенг.

Батавці жили селами посеред міста. Більшість із них у період колонізації мала обмежений доступ до сучасної освіти й більше дотримувалася власних традицій. Цим вони відрізнялися від колоніальної індонезійської еліти, що також жила в Джакарті й була представлена людьми переважно яванського походження. Як наслідок ситуації колоніальної доби, батавці довго ігнорувалися як державними установами, так і іншими етнічними групами, що проживають у місті. На груповому рівні вони довго вважалися бідними, відсталими й неосвіченими людьми, які не бажали модернізуватися й мали антиурбаністичні настрої. Освічені батавці, намагаючись уникнути соціальної дискримінації, вважали за краще приховувати свою етнічну належність.
1970 рік став початком нової історії батавців. З одного боку, процеси модернізації країни викликали стрімкий розвиток Джакарти. Для реалізації проектів містобудування й розвитку інфраструктури до міста стали масово приїздити кваліфіковані спеціалісти з інших районів Індонезії. Вони селилися в батавських селах, де знаходили відносно дешеве житло. Батавці не були готові до змін, їх недостатня освіченість і низька кваліфікація заважали в отриманні робочих місць й адаптації до нових умов. Корінні жителі Джакарти вважали за краще продавати свої хати й переселятися на околиці міста. Доля батавців у населенні Джакарти різко скоротилася.
З іншого боку, різко змінилося ставлення влади до батавської громади. Вона виявила, що корінні жителі Джакарти, як ніхто інший, відповідають національному девізу Індонезії «Єдність у різноманітності» (індонез. Bhinneka Tunggal Ika); батавці стали прикладом того, що ця теза дійсно може реально працювати. З початку 1970-х років були розпочаті дослідження батавської культури, вжиті заходи до її пропаганди. Для батавців були зарезервовані спеціальні житлові приміщення з метою збереження їхніх звичаїв та покращення практики їхніх традицій. «Відкриття» первісних мешканців (індонез. Orang Asli) Джакарти, відкриває для них новий політичний потенціал.

## Підрозділи
Батавці поділяються на три основні групи: міські (Betawi Kota), приміські (Betawi Pinggir) та сільські (Betawi Udik) батавці. Міські або центральні батавці (Betawi Tengah) живуть (або жили до недавнього часу) в центральних найстаріших районах Джакарти, густонаселених і етнічно неоднорідних. Це найбільш освічена, «цивілізована», професійно кваліфікована й заможна група народу, що тісно контактує з іншими етнічними групами столиці. У батавській громаді вони мають вищий соціально-економічний статус і претендують на політичне лідерство. У той же час представники двох інших груп вважають їх менш автентичними батавцями. Приміські батавці живуть на околицях Джакарти. Вони найбільше цінують релігійне благочестя та глибоке розуміння ісламу, вважають, що релігійна освіта є більш важливою, ніж формальна. Багато їх витрачають значні кошти на навчання своїх дітей в ісламських школах-інтернатах, де вони отримують знання з ісламської філософії, етики, літератури, законів і ритуалів.
Сільські батавці живуть на дальніх околицях Джакарти, а також у містах-супутниках: Тангеранг, Бекасі, Богор. У результаті змішування конкретних груп у різних місцевостях за колоніальних часів і в ході історичної креолізаціі склалися різні групи бетаві-удік. Група, що мешкає в Північній і Західній Джакарті, а також в Тангеранзі, формувалися передусім із етнічних китайців, а сільські батавці, що живуть у Східній та Південній Джакарті, а також у Бекасі та Богорі, — переважно на основі сунданців. Сільські батавці є найбільш маргінальною групою народу. Їх предками були сільськогосподарські робітники. Вони не лише проживають найдалі від центру, а й стоять найнижче серед усіх груп батавців за соціальним статусом. У той же час, через свою віддаленість від центру та відносну ізоляцію, вони найкраще зберегли традиції народу.
Велика частина населення Джакарти індо-арабського походження також вважається частиною батавців.
На диференціацію батавців за територіальною та соціальною ознакою звертають увагу переважно сторонні. Самі ж батавці роблять акцент на своїй єдності. Батавці виглядають внутрішньо диверсифікованими й уніфікованими одночасно. Міські батавці (сучасні, міські, освічені), приміські батавці (статус яких ґрунтується на релігійному благочесті та професіоналізмі) та сільські батавці (знавці традицій) разом формують етнічний профіль народу. Оскільки жодна з груп батавців сама по собі не може представити всі соціальні, культурні, політичні та релігійні батавські аспекти в цілому, така репрезентація вимагає внутрішньоетнічної диференціації та спеціалізації.
Батавці визнають існування батавців внутрішнього кола (власне батавці) та зовнішнього кола. До другої групи належать невеликі групи, які до недавнього часу з різних причин не приймалися до внутрішнього кола, маргінальні з точки зору батавців групи: християни, вихідці з певних районів або такі, що мають походження, мало пов'язане з батавцями. Батавці-християни — це переважно так звані «португальці», місцеве населення, що було навернене на християнство португальськими колонізаторами. Голландці змусили їх відмовитись від католицтва на користь протестантизму. Найбільша група християн живе в селі Туґу на півночі Джакарти. Певною мірою зовнішнє коло також включає індонезійських китайців. Останнім часом спостерігається інтеграція батавців зовнішнього кола до внутрішнього кола.

## Основні заняття

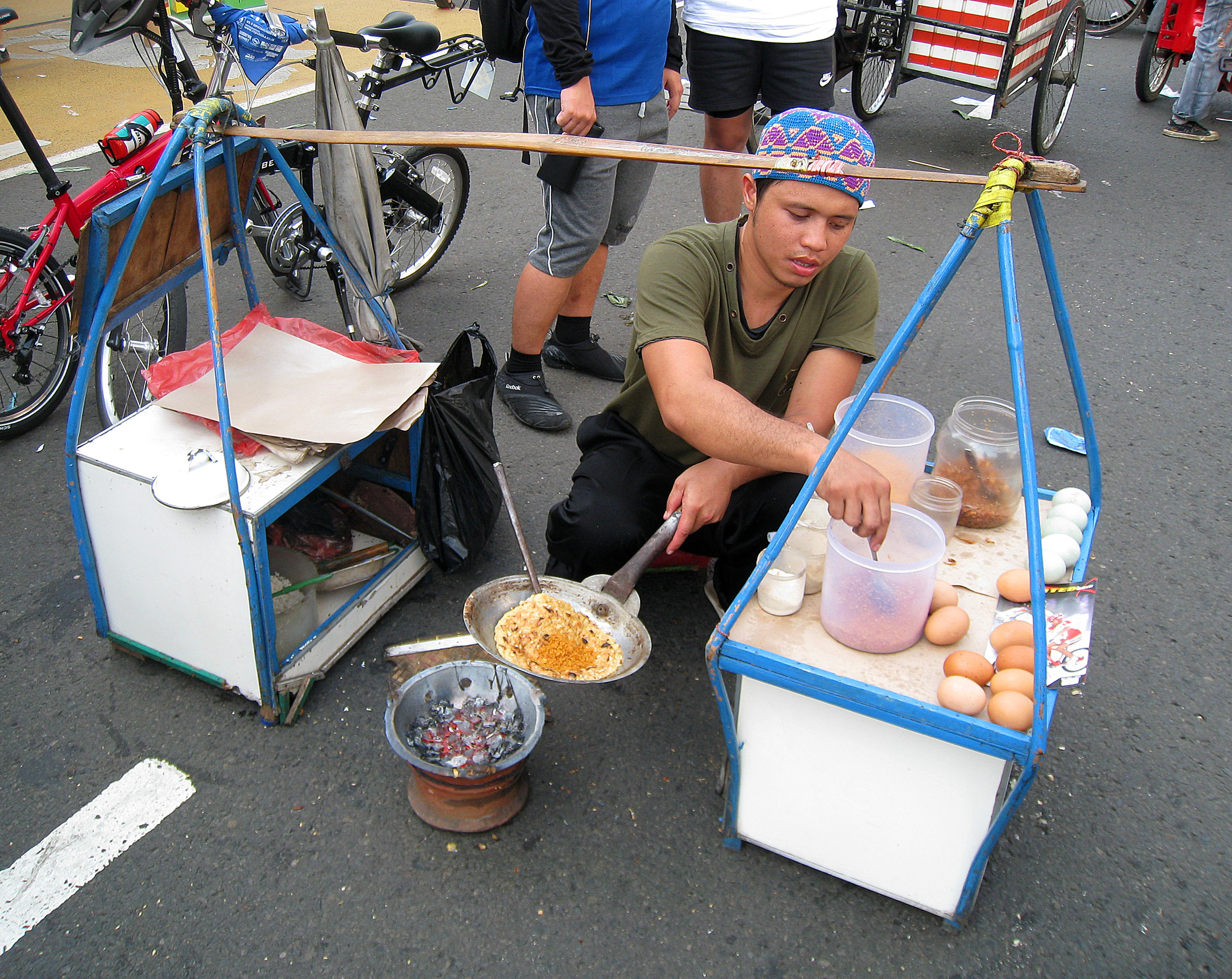
Батавський вуличний продавець їжі.

У місті Джакарта батавці працюють торговцями, державними службовцями, ремісниками, робітниками приватних компаній. Батавці, що живуть за межами міста, займаються переважно сільським господарством: вирощують рис, фрукти, деякі мають власні рибні господарства.
Джакарта постійно зростає, і батавці перебувають під постійним тиском модернізації. Втрачаючи землі, вони відмовляються від сільського господарства. Багато колишніх фермерів змушені шукати роботу в місті, опановувати нові професії.

## Суспільство
Батавці тісно пов'язані зі своїми сім'ями та родичами. Особа, яка переживає фінансові труднощі, завжди може звернутися по допомогу до членів родини. Серед батавців діють асоціації, організовані за родинною ознакою. Останнім часом їх діяльність стала набувати політичного відтінку, вони формулюють і оприлюднюють конкретні політичні цілі й інтереси громади. Батавські асоціації об'єднані в єдину організацію Бамус. Більшість активних її членів належать до міських батавців.
Батавці традиційно відкидають соціальну ієрархію, навіть у їхній мові відсутні терміни для позначення соціальної стратифікації. Разом із тим, з розвитком політичних процесів 1980-х років в їх середовищі з'явилася невелика група так званих батавців-аристократів (Bangsawan Betawi), які називають себе нащадками правителів старої держави Джаякарта.

## Побут

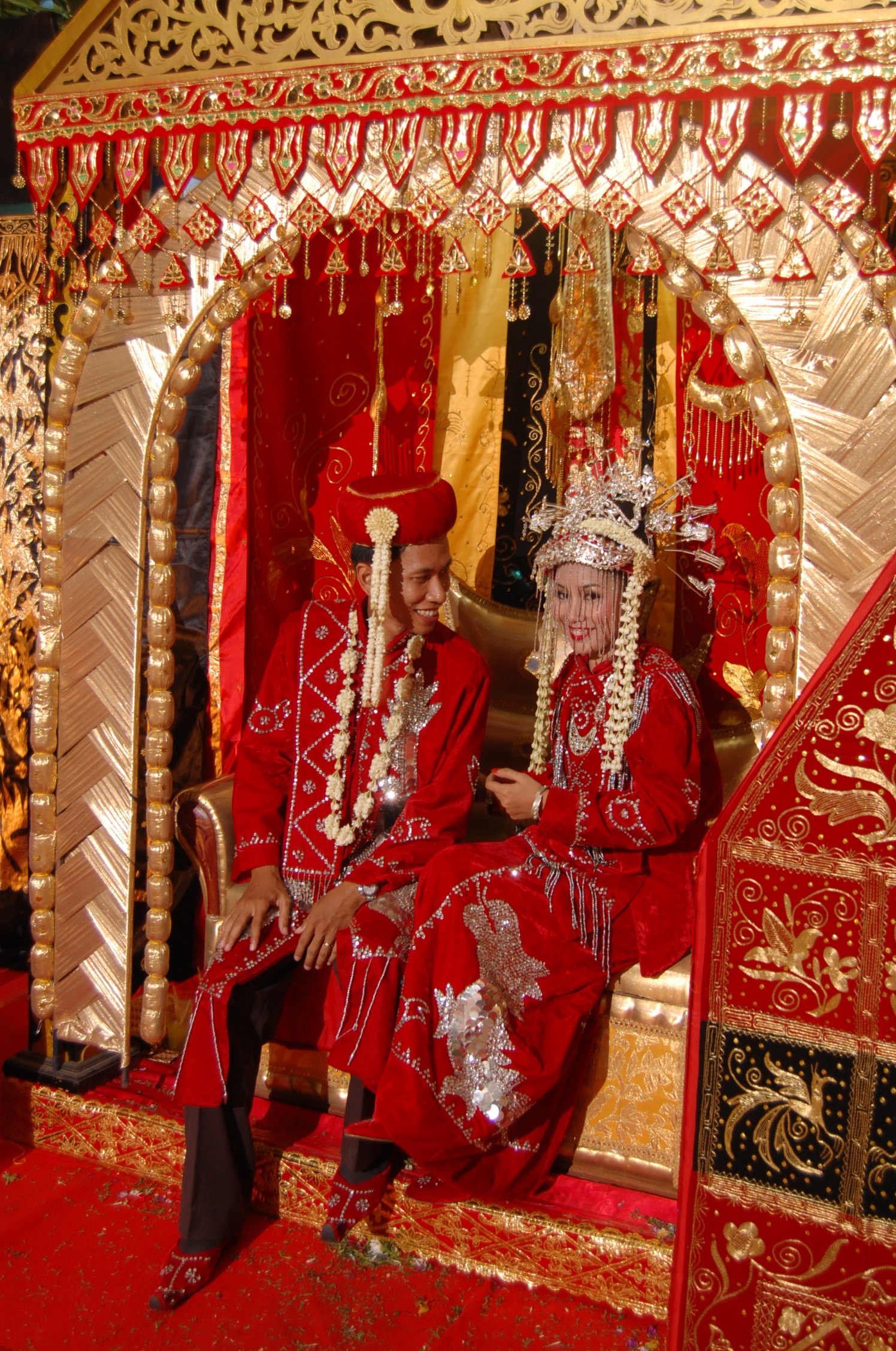
Батавське весілля

Традиційне батавське село вражає приємною зеленню фруктових садів та рисових полів і свіжим повітрям. Проте починаючи з 1970-х роках на місці більшості цих сіл, що розташовувались у межах Джакарти виросли сучасні будинки. Така трансформація змінила звички та побут батавців, що залишилися тут жити. У минулому найближчі родичі зазвичай жили поруч. Вони ділилися їжею, напоями, грошима, гуляли разом із сусідами на свіжому повітрі, спілкувалися, грали й пліткувати у вихідні дні. Тепер, коли батавці становлять меншість, сусіди живуть за високими парканами, а спілкування обмежується колом своєї сім'ї. Люди витрачають більше часу на роботу. Батавські жінки стали працювати й приносити додаткові гроші в сім'ю, чоловіки освоюють нові професії. Соціальні зв'язки між батавцями послабшали також через мішані шлюби з вихідцями з інших міст або інших островів. Батавці пристосовуються до сучасного стилю життя, дивляться популярні телепрограми, ходять в супермаркети, спокушаються споживацьким способом життя: надають перевагу останнім моделям мобільних телефонів та автомобілів, модному одягу, сумкам, взуттю, ходять до ресторанів.
Батавці їдять тричі на день. Сніданок зазвичай буває легким і складається лише з чашки кави або чаю та традиційного тістечка. Тепер люди часто взагалі не снідають удома, а перехоплюють чимось по дорозі на роботу. Обід є більш повноцінним, але сім'я рідко має можливість поїсти разом. Уся родина збирається лише на вечерю, і тоді їдять найбільше. Їдять сидячи на підлозі. Користуються тарілками, ложками, вилками. Однак досить часто є такі страви, які треба їсти руками. Тому на столі має бути миска з водою для миття рук. Є певні забобони, що діють під час їжі: не брати тарілку в руки, не жувати голосно, не нюхати їжу перед вживанням, не облизувати тарілку по закінченні їжі, не пити овочевий суп прямо із миски, не їсти стоячи біля дверей, не їсти й говорити одночасно, не заглядати, як їдять інші, не просити інших поділитися своєю їжею. Неприпустимими є відрижка або вивільнення газів під час їжі.
Страви батавської кухні вважаються дуже смачними. Повсюдно вуличні торговці продають з возиків батавську їжу. Є в Джакарті й батавські ресторани, серед яких виділяється мережа ресторанів Бопло (Boplo). Популярними батавськими стравами є гадо-гадо (суміш овочів у арахісовому соусі), сото-бетаві (суп з кокосовим молоком), керак-телор (омлет з липким рисом), кетопрак (рисова локшина із паростками бобових та тофу). Деякі страви пов'язані з певними святами або церемоніями.

Народні страви
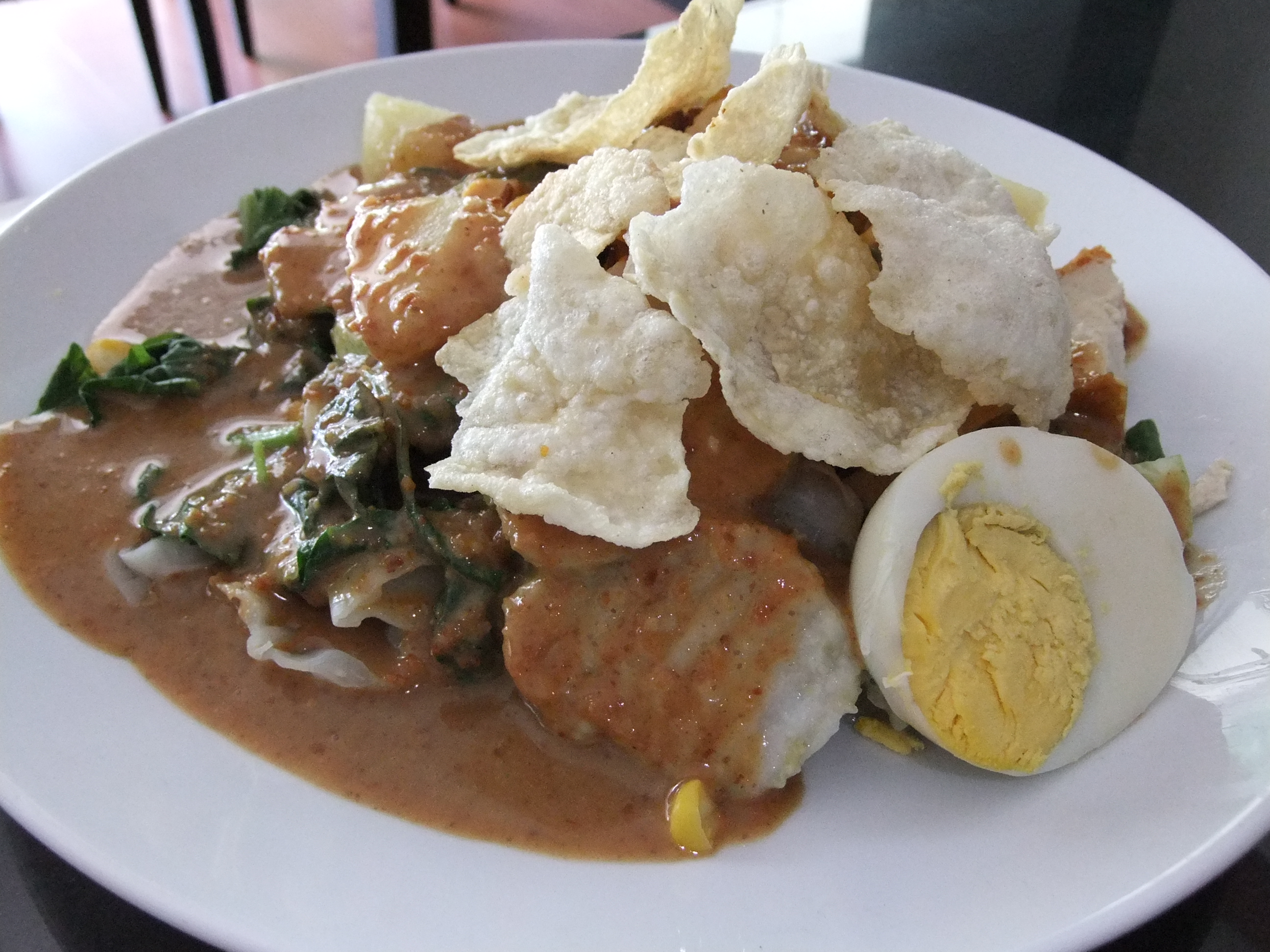
гадо-гадо
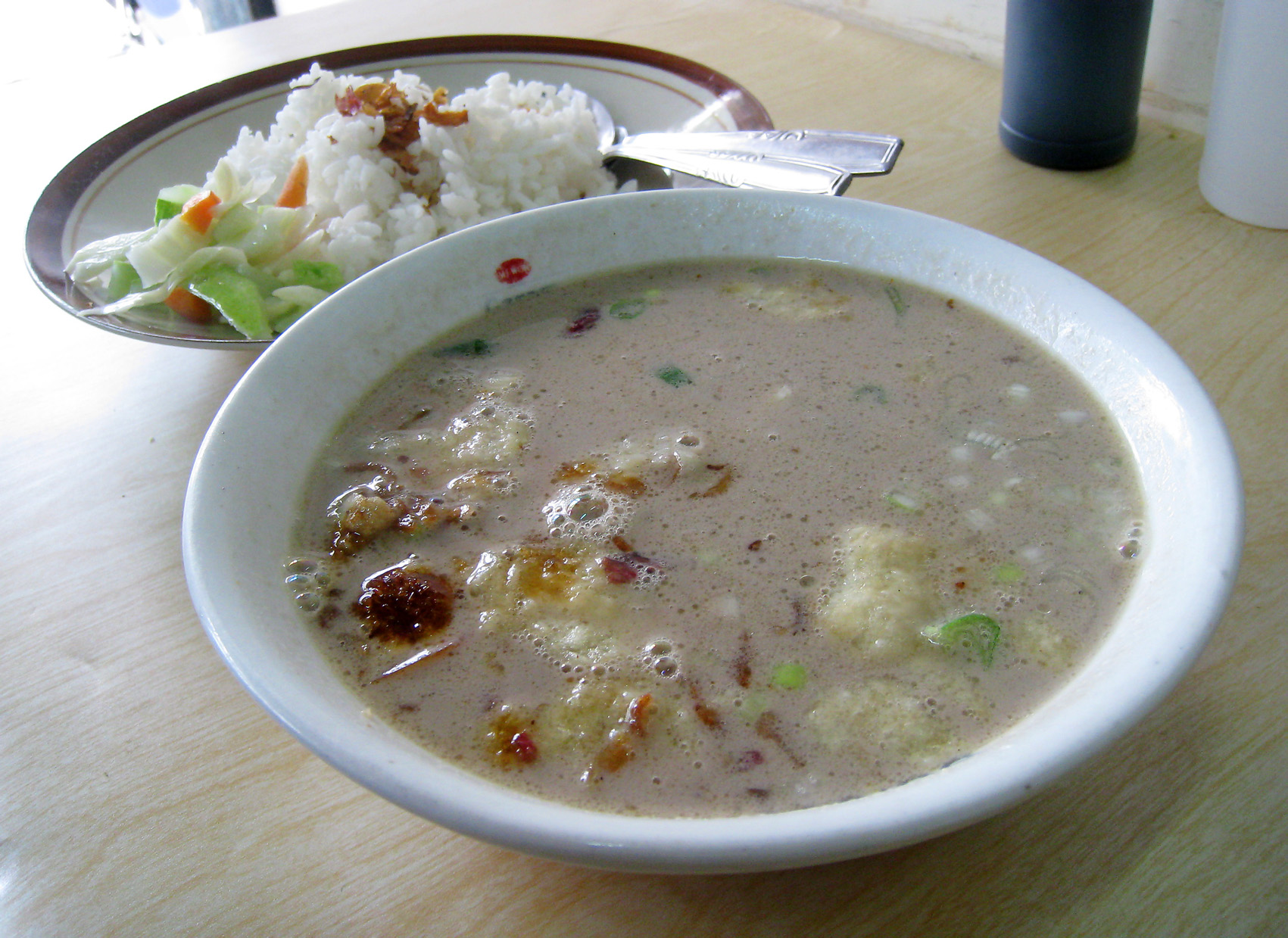
сото-бетаві
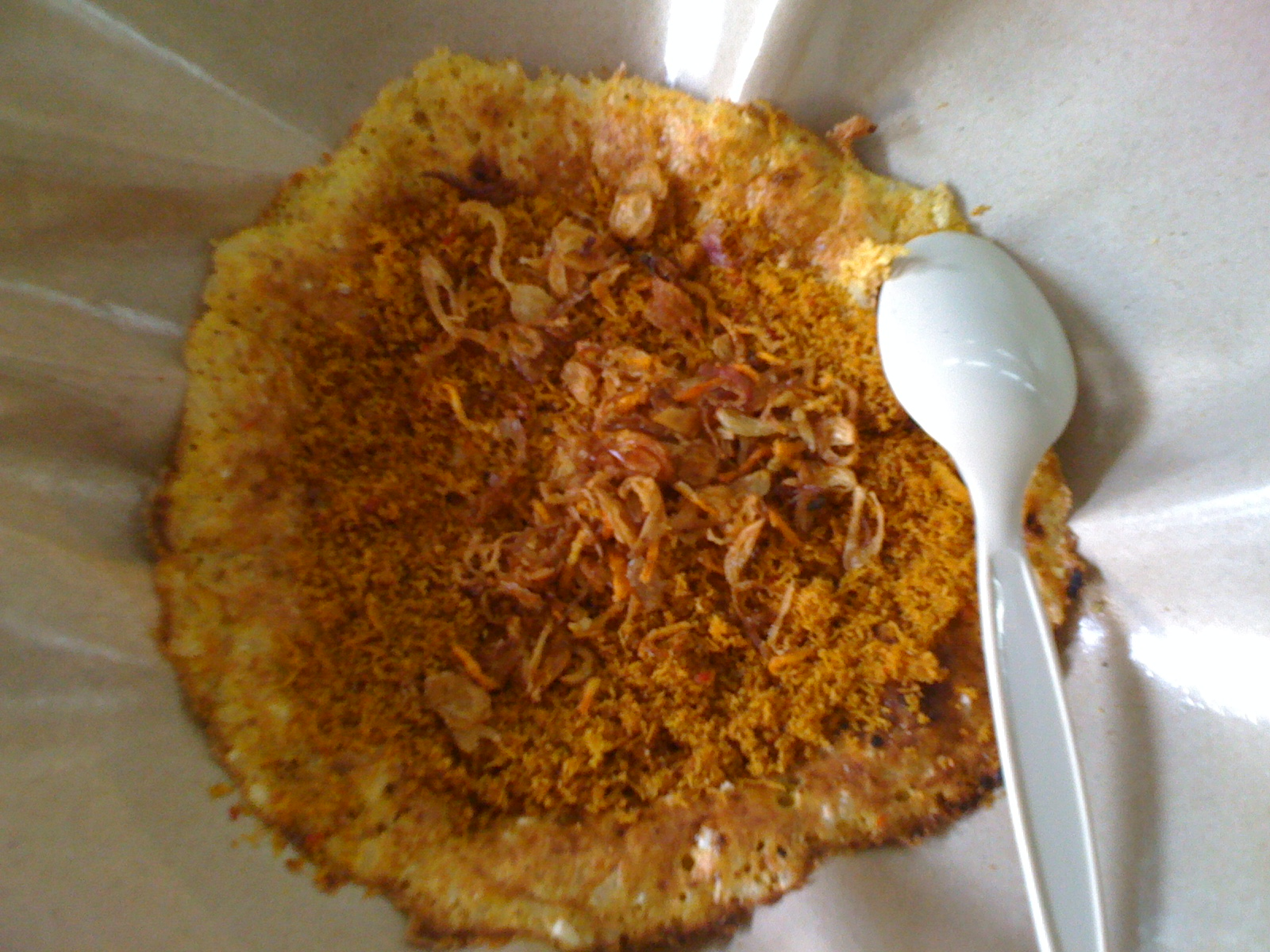
керак-телор
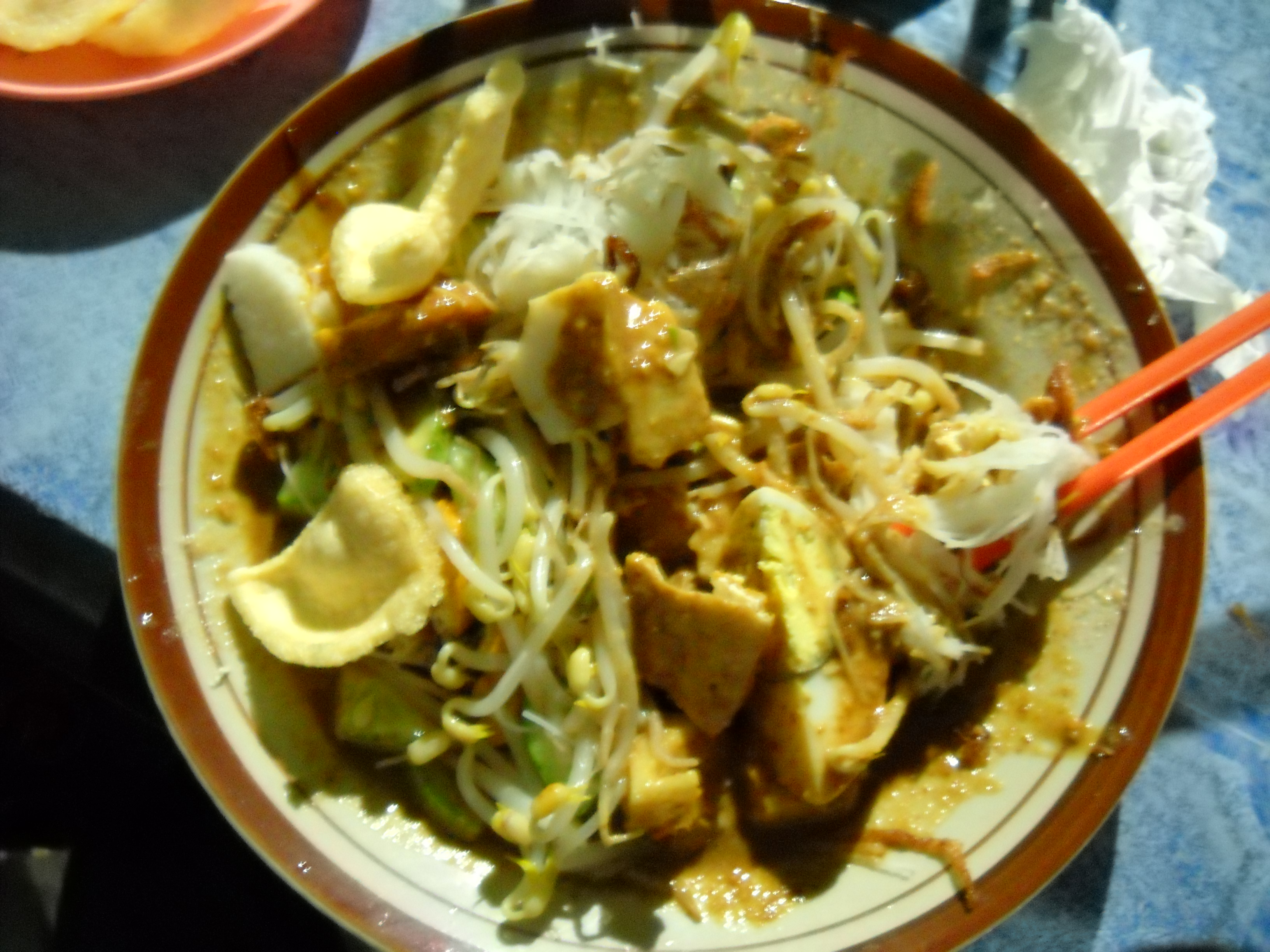
кетопрак

У батавців існує кілька свят, пов'язаних із головними етапами людського життя. На 7-му місяці вагітності проводять церемонію, яка має захистити майбутню дитину. Читають сури Юсуф або Мар'ям; якщо народиться хлопчик, він буде таким же ставним, як Юсуф, а якщо дівчинка — такою ж вродливою, як Мар'ям. Народження дитини — це велике свято, з цієї нагоди проводять великий бенкет. Коли дитині виповнюється 40 днів, проводять церемонію підстригання волосся, на яку запрошують родичів та сусідів, читають колективну молитву. Як і всі мусульмани, батавці роблять хлопчикам обрізання. Відзначають також той день, коли дитина закінчила читати Коран.
Багато уваги приділяється вкладанню шлюбу, кожен етап супроводжується відповідною церемонією: нгеделенг (сватання), нгеламар (заручини), баве-танде-путус (вкладання угоди про дату проведення весілля), себар-ундаган (запрошення гостей на весілля), нгерудат (хода родичів нареченого з дарами до хати нареченої), акад-ніка (символічне вкладання шлюбної угоди), кебасаран (власне весілля, бенкет), негор (молодий вмовляє молоду почати спільне життя, це важливий і священний акт), пуланг-тиге-арі (чоловік залишається на три дні в хаті молодої дружини, перш ніж вони почнуть самостійне життя).
Коли людина помирає, члени сім'ї проводять церемонію гаул (інша назва таглілан), організовують поминальний бенкет. Поминки проводять також на 7-й, 40-й, 100-й та 1000-й день після смерті.

## Культура

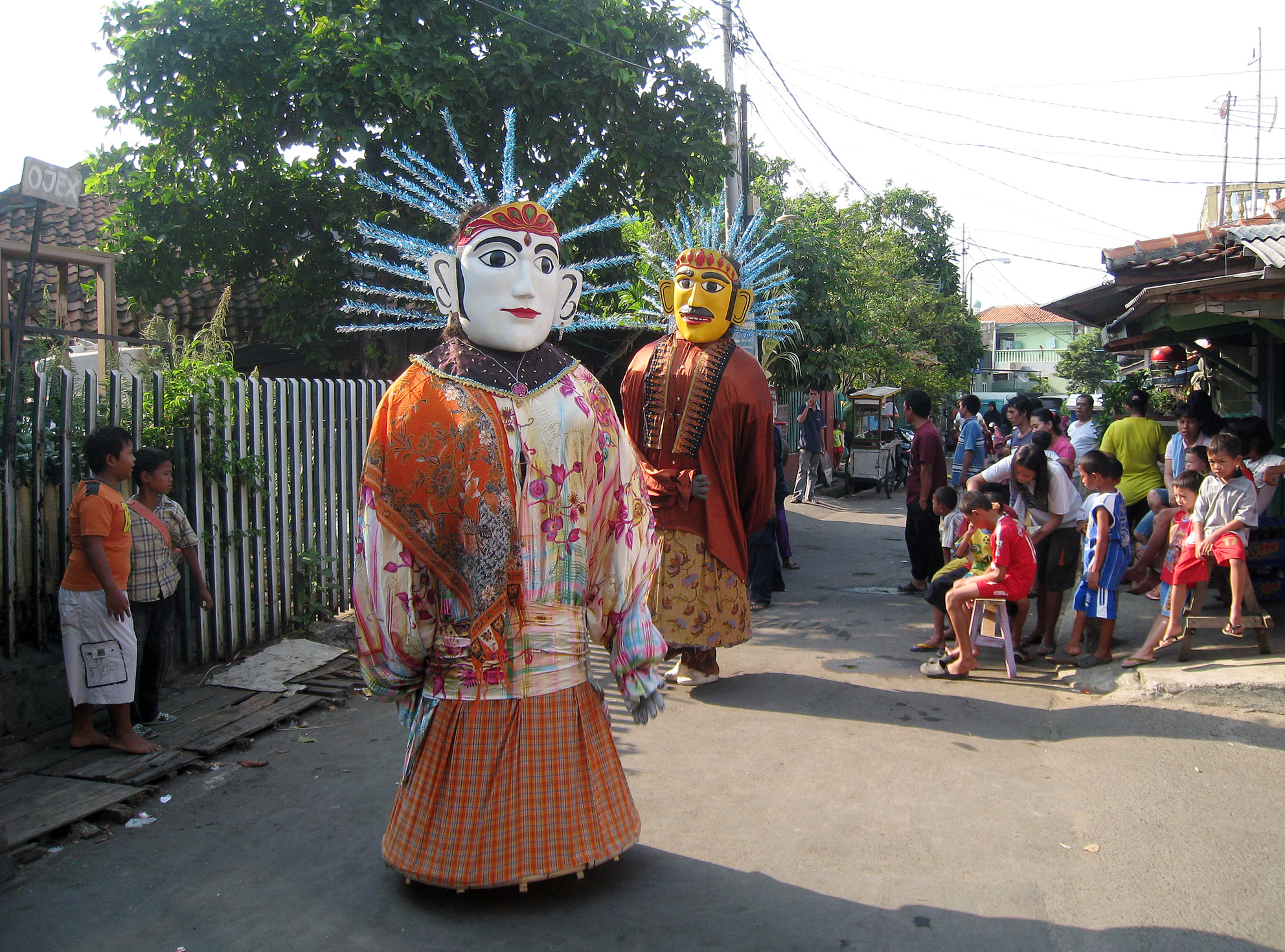
Ляльки-ондели на вулиці Джакарти.

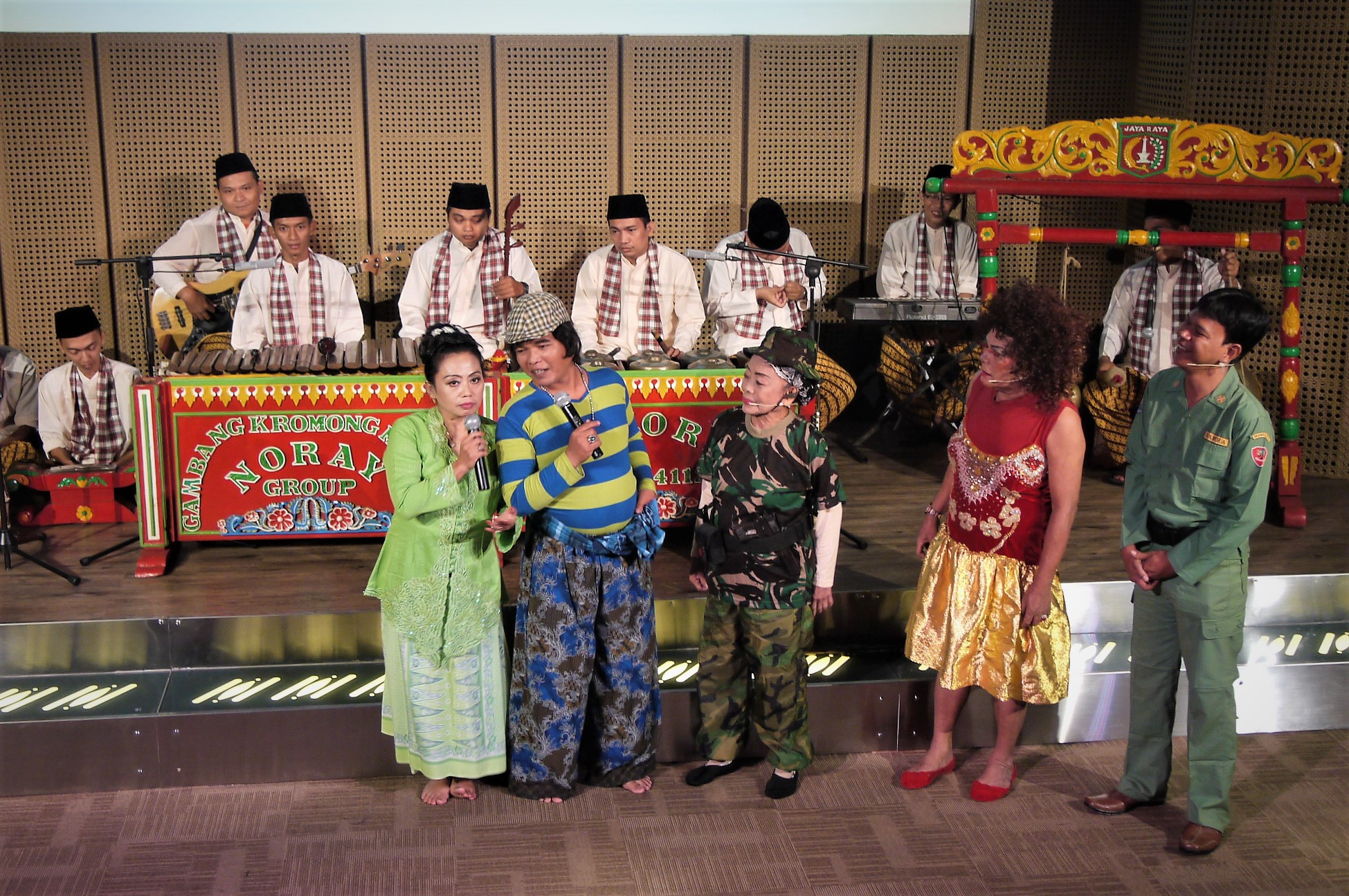
Вистава театру ленонг.

Батавська культура є скарбницею оригінальних кольорів, традицій, пісень, танців, одягу, кухні, мови. Сьогодні вона процвітає завдяки політиці уряду, спрямованій на посилення культурної ідентичності перших мешканців міста й запобіганню її щезанню під впливом модернізації.
У Джакарті поводяться щорічні паради за участі великих 2,5-метрової висоти живих ляльок онделів (ondel-ondel) з барвистими головними уборами, які уособлюють різноманітних персонажів. На перший погляд вони здаються страшними, але люди вважають, що ондели приносять щастя. Традиційно ці фігури проходили батавськими селами, щоб захистити їх жителів від злих духів і лиха. Зазвичай вони виходять парами, наприклад: чоловік з червоним та жінка з білим обличчями. Зараз ондели стали своєрідним талісманом Джакарти й постійними учасниками офіційних урочистостей, традиційних весіль і вітання почесних гостей.
До числа унікальних форм батавського мистецтва належать також топенг (форма танцю, де виконавці вдягають маски), ваянг-голек (театр тіней з використанням дерев'яних ляльок) і ленонг (комедійний народний театр).